# ماسينيا
ماسينيا هي مدينة صغيرة في تشاد. وهي عاصمة منطقة تشاري باغيرمي ومحافظة باقرمي.
كانت ماسينيا أيضا العاصمة التاريخية لمملكة باقرمي ومقر مبانغ، أو سلطان.
يخدم المدينة مطار ماسينيا.

## إجراءات التنمية
في عام 2017، تنفذ دائرة التأمل والحركة «تشاد صمود»، في إطار مبادرة الهدف 2030، مشروع «بناء سد صغير هيدروليكي للقرية في ماسينيا»

## تاريخ
تأخذ المدينة اسمها من كلمة باللغة باقرمي «ماس» التي تعني التمر الهندي واسم امرأة فولانية «نا» التي تتوافق مع التقاليد في أصل المدينة. ووفقًا للتقاليد، تأسست المدينة حوالي عام 1513 على يد الصياد برنيم بيسي أو دوكينجو. هجر مبانغ غورانغ ماسينيا العاصمة السابقة للمملكة بارما بوم في عام 1898، غير قادر على دعم الحصار الذي أعده رابح، أحرق مدينته.